# 端木正和
端木 正和（もとき まさかず、1971年12月 - ）は、実業家。株式会社サーチナの創業者で、恩来教育基金の代表者。中国・福建省福清市出身の中国人。名は通名で中国語表記は非公開。

## 経歴
1989年4月、17歳の時に福建省福清市より就学生として来日。アルバイトで学費を稼ぎながら1991年4月、亜細亜大学法学部に入学。大学卒業後、日本で商社に就職し営業職や企画職を担当。
1998年5月に退職して、個人で輸入業を展開していたが「日本と中国の間の壁を取り払いたい」「文化を越えた相互理解を実現したい」との想いから、同年6月に中国情報局を開設した。
1999年4月学習院大学大学院に入学、電子商取引を専攻。同年9月に株式会社サーチナを設立して以降事業を拡大。2010年2月、SBIグループ傘下入りし、SBIホールディングスの執行役員も兼任。2011年6月にサーチナの社長を引退して財団法人恩来教育基金を立ち上げた。

## 人物
- 1980年代後半の留学ブームの中、当時17歳の端木は法律家を志して来日。日本へ留学のきっかけは、父が持っていた日本語の“小六法”のおかげだった。漢字だらけの文章だったため、「日本語は楽勝だ」と“勘違い”していたという[4]。
- 80年代から90年代前半当時の私費留学は出稼ぎと同義であった。仕送りをもらうどころか、多額の借金で作った留学費用を来日後に自らのアルバイト代で返し、さらに国の家族に生活費を送るのが一般的だった。端木も来日早々、築地市場やパチンコ店で働き、学費と生活費を何とか稼いでいた[5]。単身で日本に来たせいか、身寄りがなくしばらくバイトと遊びに没頭し、ろくに勉強していなかったという。偶然、幼なじみが亜細亜大学に入学したと聞き、東京大学や日本大学よりも壮大な名前の“亜細亜”に一念発起、猛勉強して合格を果たしたという。
- 大学卒業してから3年ほど日本の商社に就職していたが、「中国の情報を体系化して日本に伝えたい」という夢を抱くようになって退職し、1998年6月、26歳の時にサーチナの前身「中国情報局」を創立した。資金は会社員時代で貯めた70万円だけ。創業初期は収入がなく、生計を立てることに奔走した。「その頃は、大きな旅行カバンを片手に秋葉原へ出向き、倒産した会社のテープレコーダーやカメラを安く仕入れて転売した（＝バッタ屋稼業に明け暮れていた）」とインタビューに答えている[6]。
- 最も好きな日本語は、『一所懸命』と『繊細』だという。日本人は努力することに命をかけるのかと、現代の中国文化にはなかった教えに圧倒されたという。また、「『繊細』とは、日本人の性格を最も表す言葉ではないかと思ったとも語っている。「もしこの2つの精神がなければ、“Made in Japan”の名を世界にとどろかせることはなかったと思う。製造業と同様に正確さと緻密さを求められる情報サービス業にとっても、『一所懸命』と『繊細』は最も必要な要素。この2つの言葉の素晴らしさを、さらに世の中に広めたいと思っている。それが私の事業だ」と北京週報のインタビューに答えている。[7]
- 中国株情報のトップサイトとして知られるサーチナだが、端木自身は中国株の投資経験は全くない。本人いわく「株式投資には無関心で、本来目指していた方向ではなかった」。一方、「中国株こそ日中間の鎹になりつつある」とする。投資する以上、人々は中国企業並びにその経済背景のことを懸命に知ろうことになり、結果として中国への理解を深めることに繋がる」と答えている[8]。
- 尊敬する幕末人物は勝海舟。私利私欲に走らず目先の利益を追わず長期視点で行動する“勝海舟”の精神と生き方を見習いたいと答えている[9]。端木は、勝海舟の決断による江戸城の無血開城の故事を賞賛し、それを模範にSBIホールディングスからの買収に踏み切り、2010年2月にSBIグループ入りを果たした、とされる[10]。
- 日本の美学は大好き。「日本の美学、日本人の心を中国ならびに海外に広めてゆきたい。これは私の次の仕事だ」と自身の引退謝恩会であいさつした[11]。

## 関連する人物
- 邱永漢
- 北尾吉孝
- 范冰冰 - 中国の女優
- 安倍晋三